# Saccharum spontaneum
Saccharum spontaneum är en gräsart som beskrevs av Carl von Linné. Saccharum spontaneum ingår i släktet Saccharum och familjen gräs. IUCN kategoriserar arten globalt som livskraftig.

## Underarter
Arten delas in i följande underarter:
- S. s. aegyptiacum
- S. s. edulis

## Bildgalleri

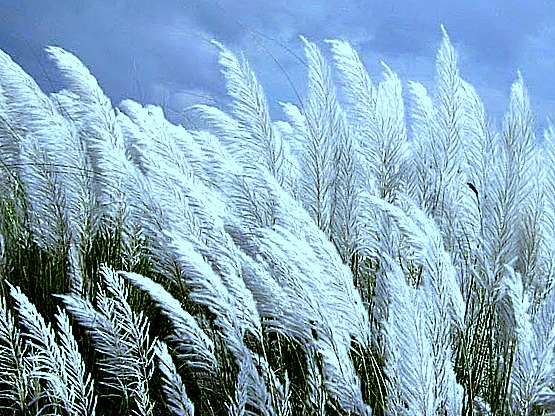
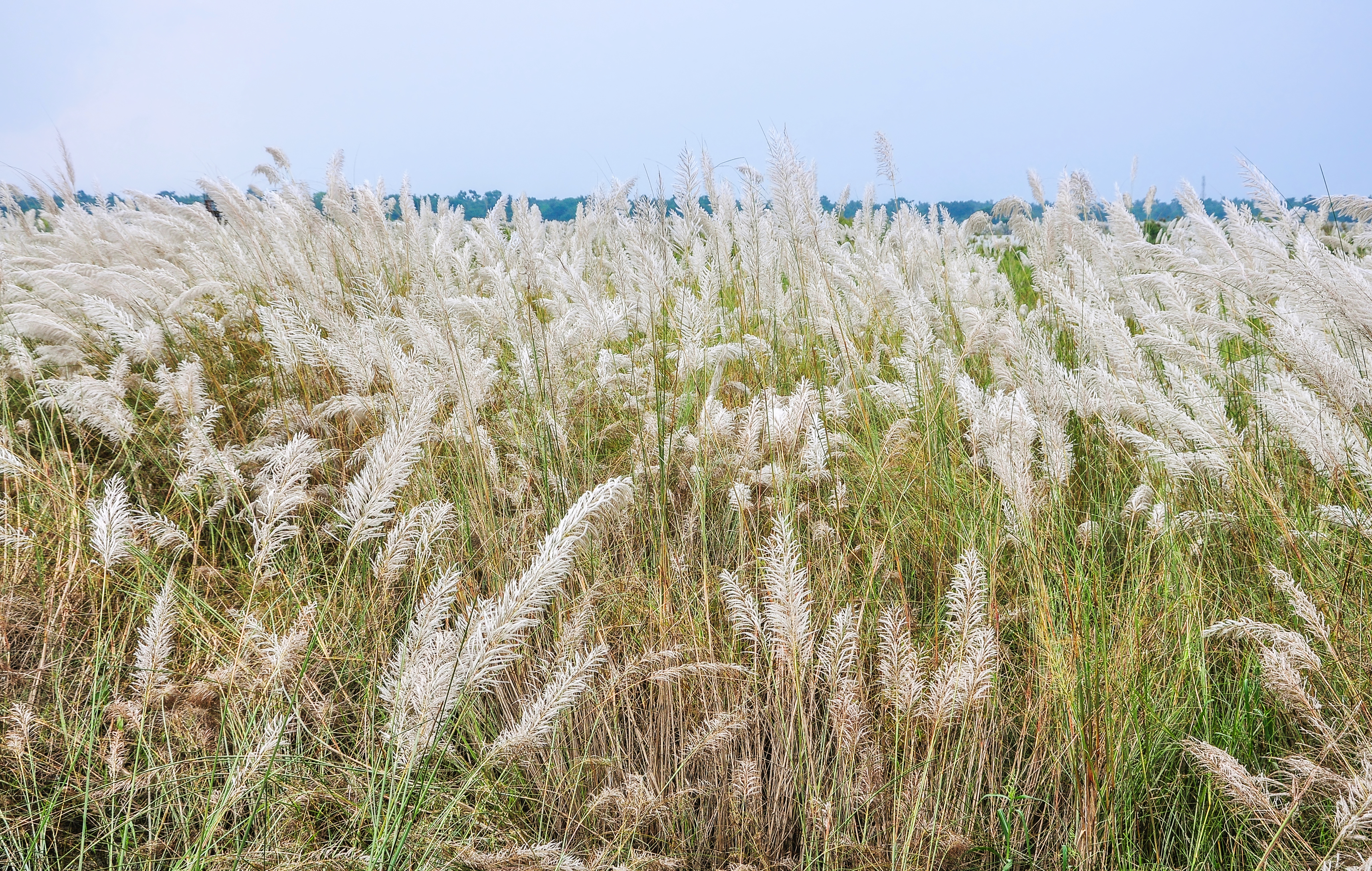
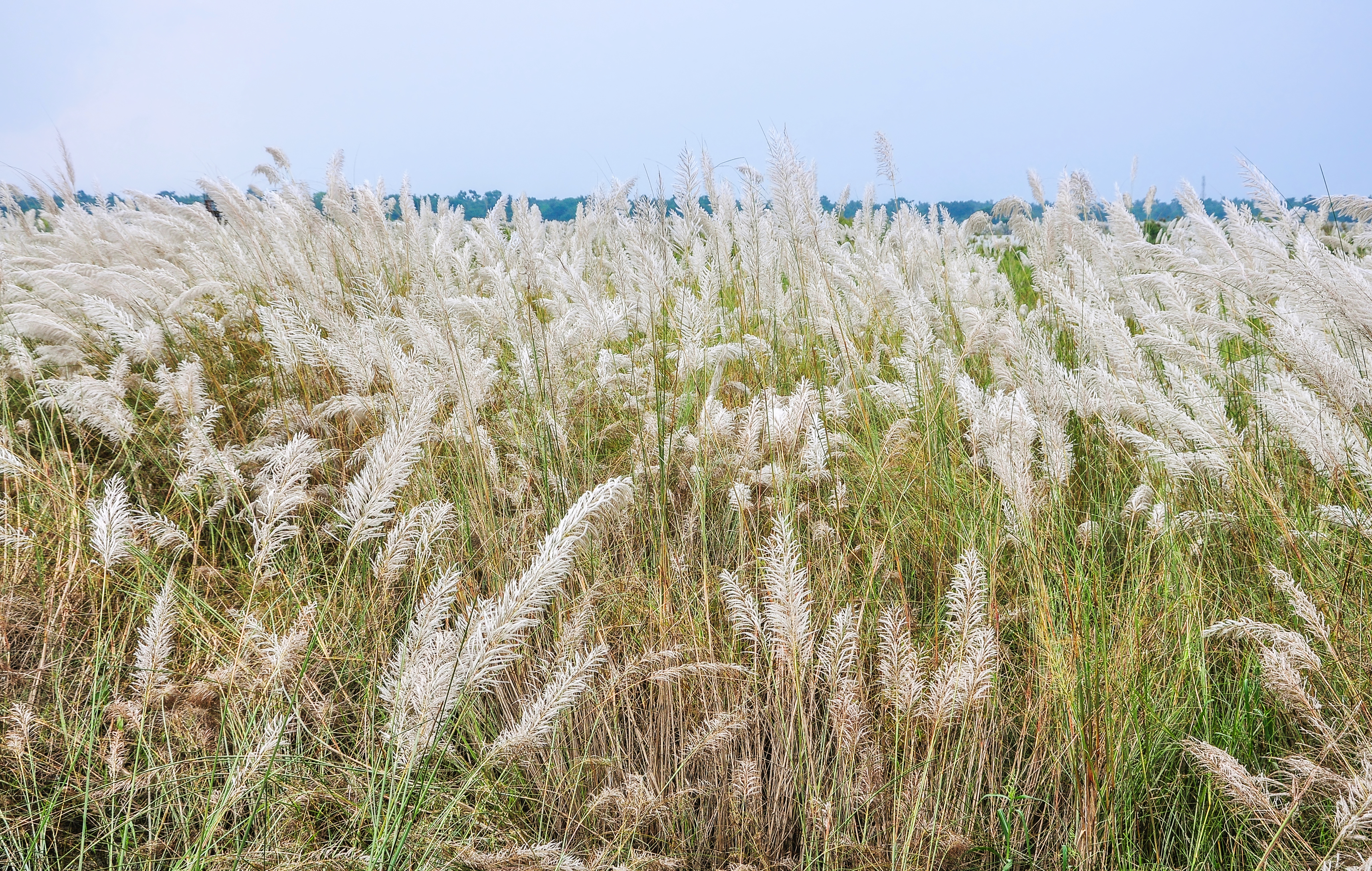
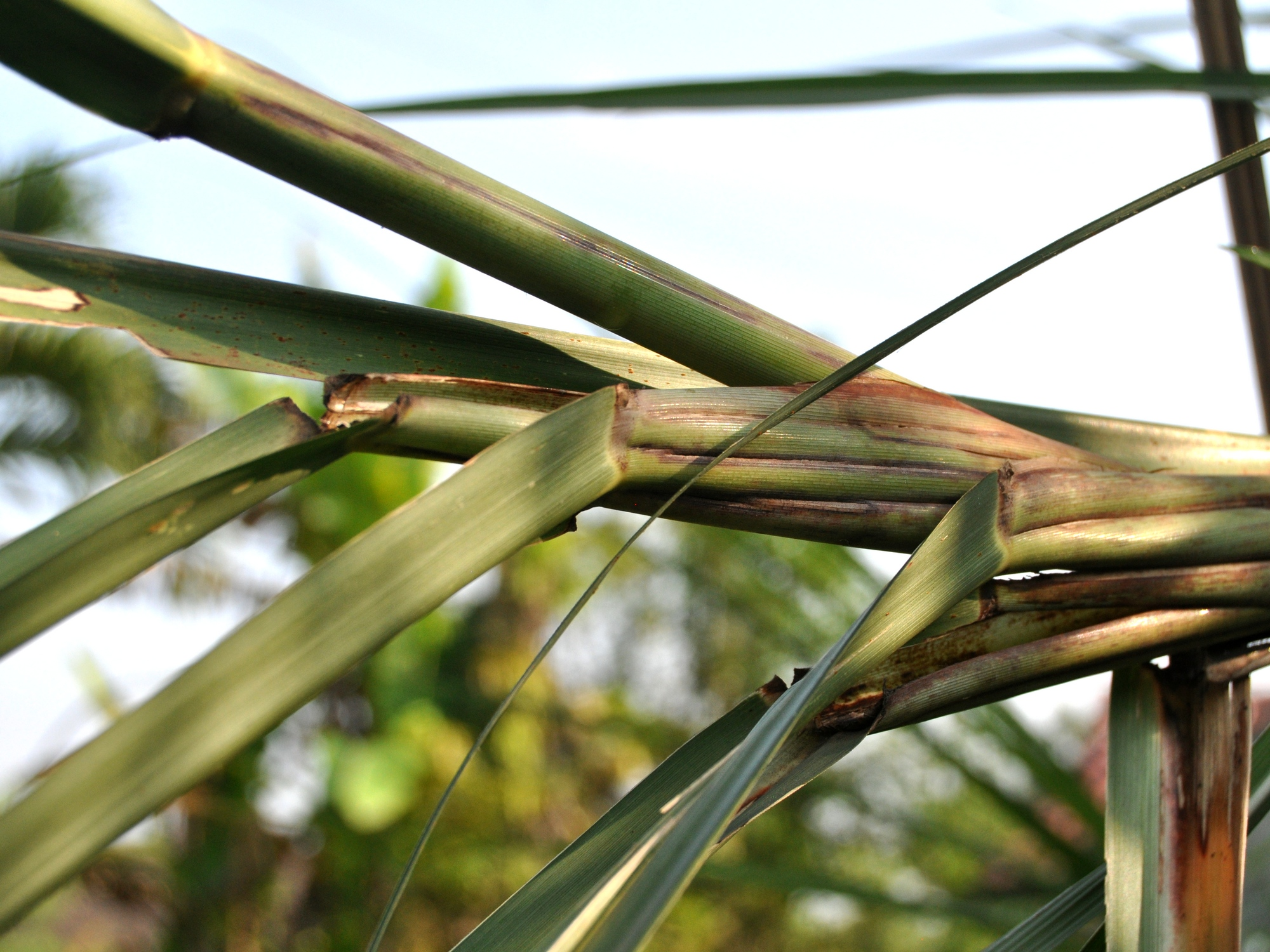
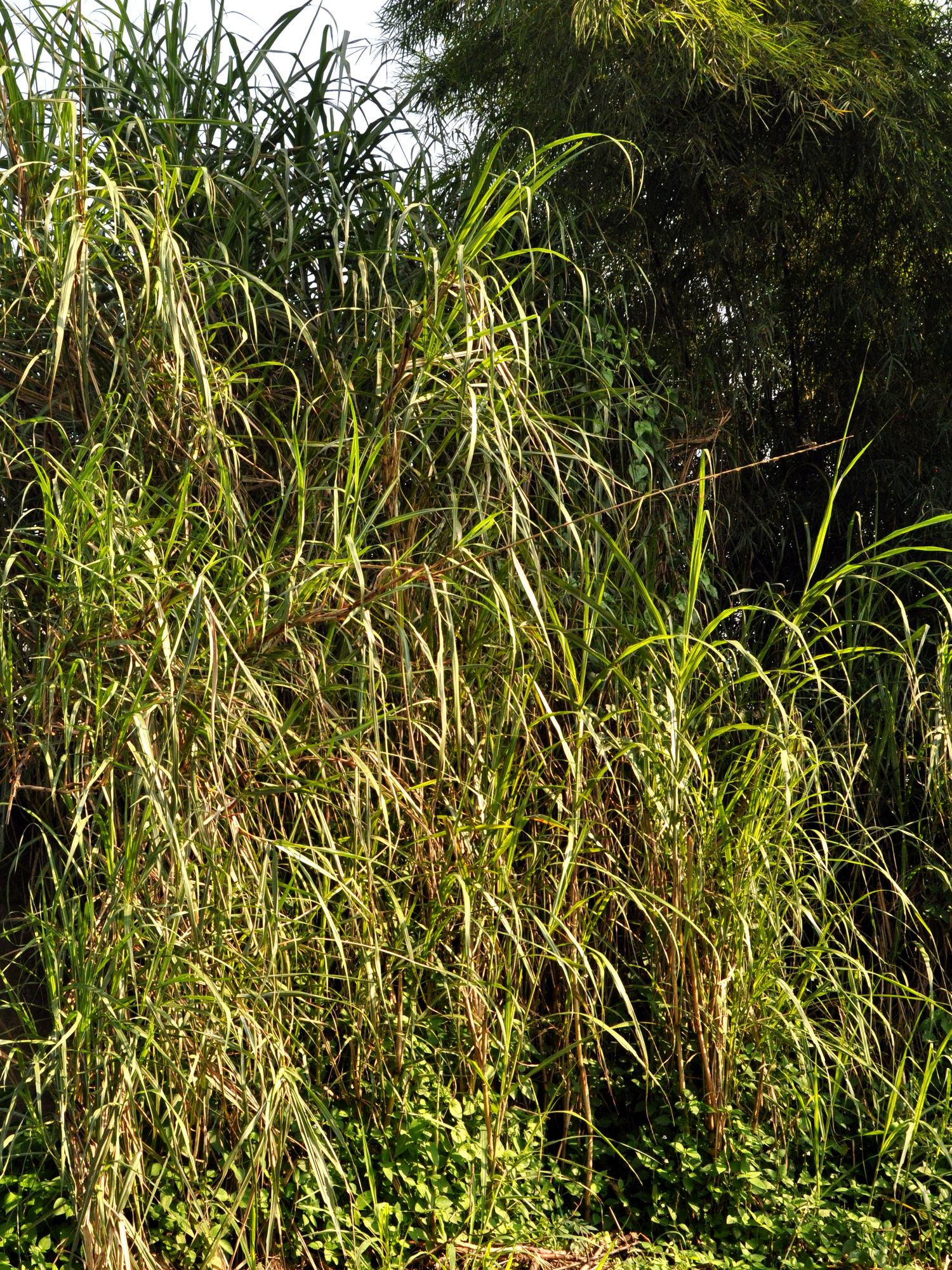
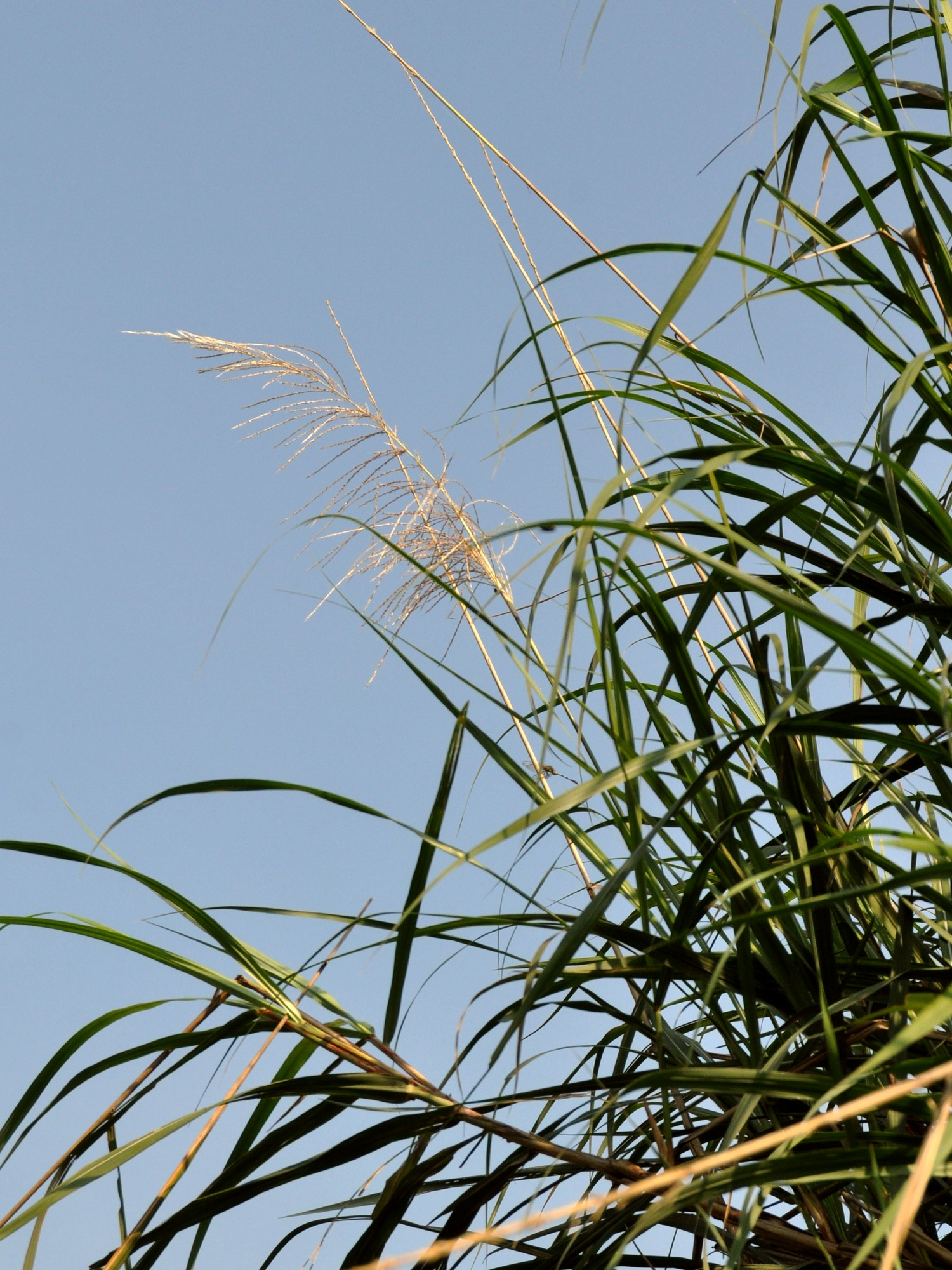